# Majorien
Majorien (en latin : Flavius Iulius Valerius Maiorianus Augustus ; vers 420-461) règne sur l’Empire romain d'Occident d'avril 457 au 7 août 461. Il fut le dernier empereur qui se déplaça dans le réduit romain formé par l’Italie, le sud de la Gaule et la façade méditerranéenne de l’Espagne, dans le but de reconquérir les territoires cédés aux Germains fédérés et ainsi de tenter de restaurer le prestige perdu de l'empire.

## Biographie
Issu d’une famille noble romaine, il est chef de la garde impériale sous Valentinien III et ses éphémères successeurs Pétrone Maxime et Avitus. En octobre 456, il prend part avec Ricimer à la destitution d'Avitus et le capture près de Plaisance.
Officiellement, l’empereur d’Orient Léon Ier est le seul empereur légitime après la mort de Valentinien III. Il accorde donc en février 457 le titre de patrice à Ricimer, et celui de maître des milices (magister militum) à Majorien, mais leur autorité se limite à l’Italie. L’aristocratie gallo-romaine, les Burgondes et les Wisigoths, anciens soutiens d’Avitus, les rejettent.
En avril 457, l’armée d’Italie proclame Majorien empereur. Celui-ci envoie Ægidius mater la rébellion gallo-romaine et reprendre Lugdunum (Lyon) aux Burgondes. Ægidius y parvient avec l’aide d’auxiliaires francs et grâce à l'inaction des Wisigoths, trop occupés en Espagne. Ayant ainsi repris ce qui reste de la Gaule romaine, Majorien s’installe à Arles en 458, laissant Ricimer en Italie.
Son gouvernement se remarque par des mesures sociales, telles que des remises d’arriérés d’impôts, et il essaie de limiter les accaparements de l’Église, interdisant aux femmes de dépouiller les enfants de leur héritage en donnant leurs biens à l’Église, ou de mettre au couvent les jeunes filles dont les parents veulent se débarrasser.
Il maintient les Wisigoths sur le territoire qui leur a été concédé et conserve l’autorité romaine sur le Languedoc et les provinces de Tarraconaise et de Carthaginoise.
En 460, Majorien prépare à Alicante un débarquement en Maurétanie contre les Vandales d'Afrique du Nord. Le roi des Vandales  Genséric le devance et détruit sa flotte de 300 navires lors de la bataille de Carthagène, ce qui contraint Majorien à concéder un traité de paix humiliant : celui-ci occasionne d'importantes pertes de territoires pour l'aristocratie sénatoriale en province d'Afrique, aux Baléares, en Corse et en Sicile. En outre, d'importantes taxes ayant été nécessaires à la préparation de cette expédition qui nourrissait de grands espoirs, la défaite passe d'autant plus mal.
En juillet 461, Majorien regagne l’Italie où sa décision d'installer le siège de son pouvoir à Ravenne plutôt qu'à Rome, afin probablement d'échapper à l'ingérence de l'aristocratie sénatoriale, incline les sénateurs romains — en outre rendu amers par les faveurs qu'accorde le nouvel empereur à l'aristocratie gauloise — à rechercher une alternative pour la défense de leurs intérêts. Ils trouvent cette alternative auprès de Ricimer, lui-même mécontent des dispositions du nouvel empereur et offensé d'être tenu à l'écart du nouvel entourage de l'empereur qui compte des généraux comme Ægidius et Marcellinus. Cette conjonction d'intérêts précipite la chute de Majorien : les bucellarri de Ricimer saisissent l'occasion de son retour d'Espagne pour l'attaquer et le capturer près de la cité ligurienne de Derthona. Après une détention éprouvante, il est décapité le 7 août 461, le sénat  lui désignant comme successeur Libius Severus, issu de ses rangs mais qui n'est reconnu ni par Léon Ier, ni par Ægidius, ni par Marcellus, tandis que le pouvoir est de fait partagé entre Ricimer et les grandes familles aristocratiques.

### Ouvrages
- (en) Gavin Kelly (éd.) et Joop van Warden (éd.), Edinburgh Companion to Sidonius Apollinaris, Edinburgh University Press, 2020 (ISBN 978-1-4744-6170-2)
- (en) Ian Hughes, Patricians and Emperors : The Last Rulers of the Western Roman Empire, Casemate Publishers, 2015 (ISBN 978-1-4738-6644-7)
- (en) Penny MacGeorge, Late Roman Warlords, Oxford University Press, 2002 (ISBN 978-0-19-153091-3)
- (de) Dirk Henning, Periclitans res publica : Kaisertum und Eliten in der Krise des Weströmischen Reiches 454/5-493 N.Chr, Stuttgart, Franz Steiner Verlag, 1999 (ISBN 978-3-515-07485-8)
- (es) Rosalía Rodríguez López, Mujeres en los difíciles tiempos del Imperio romano de Occidente. Nov. Mai. 5,6,7 y 9 (458-459 d.C.), Madrid, 2022

### Articles
- (en) John Kent, Roman Imperial Coinage, vol. X : The Divided Empire and the Fall of the Western Parts, 395-491, Londres, Spink Books, 2018 (ISBN 978-1-912667-37-6), p. 184-188
- Fabrizio Oppedisano, « Il generale contro l'imperatore : La politica di Maioriano e il dissidio con Ricimero », Athenaeum, no 2,‎ 2009, p. 543-561 (ISSN 0004-6574, lire en ligne)
- Rosalía Rodríguez López, “La política urbanística relativa a los edificios públicos en la Novela IIII de Mayoriano”, Primeras Jornadas Andaluzas de Derecho Romano, Jaén 1999, pp. 271-289.

### Sources primaires
- Sidoine Apollinaire, Panégyrique prononcé en l'honneur de Julius Valerius Majorianus Augustus (lire en ligne).
- Hydace de Chaves, Chronicon
- Jean d'Antioche, fragment 295